# إدوارد جوزيف بيركنز
إدوارد جوزيف بيركنز (بالإنجليزية: Edward J. Perkins) هو دبلوماسي وأستاذ جامعي أمريكي، ولد في 8 يونيو 1928 في ستيرلينغتون في الولايات المتحدة.

## وصلات خارجية
- إدوارد جوزيف بيركنز على موقع مونزينجر (الألمانية)
- إدوارد جوزيف بيركنز على موقع إن إن دي بي (الإنجليزية)